# 里奧德赫蘇斯區
7°58′48″N 81°9′0″W / 7.98000°N 81.15000°W
里奧德赫蘇斯區（西班牙語：Distrito de Río de Jesús），是巴拿馬的一個行政區，位於該國中西部，由貝拉瓜斯省負責管轄，始建於1855年，面積302.3平方公里，2010年人口5,102，人口密度每平方公里16.88人。